# Monobella dubia
Monobella dubia is een springstaartensoort uit de familie van de Neanuridae. De wetenschappelijke naam van de soort is voor het eerst geldig gepubliceerd in 1986 door Deharveng.